# Conocybe spicula
Conocybe spicula är en svampart som först beskrevs av Wilhelm Gottfried Lasch, och fick sitt nu gällande namn av Robert Kühner 1935. Conocybe spicula ingår i släktet Conocybe och familjen Bolbitiaceae.   Inga underarter finns listade i Catalogue of Life.